# Grid (Mythologie)
Grid oder Gríðr (altnordisch für ‚Gier, Heftigkeit‘) ist in der Nordischen Mythologie eine Eis- oder Reifriesin. Sie ist die Mutter von Vidar, den sie zusammen mit Odin zeugte.
Als sie die Absicht Lokis entdeckte, Thor von dem Riesen Geirröd ermorden zu lassen, übergab sie Thor drei magische Gegenstände:
- den Machtgürtel Megingiard
- den eisernen Handschuh Jarngreipr und
- einen Zauberstab aus Mehlbeerenholz namens Griðarvölr

Diese Gegenstände sicherten das Überleben Thors. Grid ist demnach im Gegensatz zu den meisten anderen Riesen freundlich und hilfsbereit.
Sie wird in Snorri Sturlusons Skáldskaparmál erwähnt sowie in der Snorri und seinem Umfeld zugeschriebenen Þrymskviða. Sie oder eine Namensschwester erscheint als eine Hexe in der Illuga saga Gríðarfóstra.